# Kodibeleng
Kodibeleng is een dorp in het district Central in Botswana. De plaats telt 1298 inwoners (2011).